# Hans Geiger
Johannes „Hans” Wilhelm Geiger (Neustadt an der Haardt, 1882. szeptember 30. – Potsdam,  1945. szeptember 24.) német atomfizikus, feltaláló, egyetemi oktató, a Geiger-féle sugárzásmérő kifejlesztője.

## Pályafutása
Wilhelm Ludwig Geiger indológus öt fiának egyikeként született. Apja az Erlangeni Egyetem professzora volt, és Hans is ezen az egyetemen doktorált fizikából 1906-ban.
Ezután a Manchesteri Egyetemre ment, ahol Arthur Schuster, az egyetem Langworthy-professzorának asszisztense lett. Schuster 1907-ben nyugdíjba vonult, és a tisztségét átvevő Ernest Rutherford megtartotta asszisztensének Geigert. Első önálló feladataként megbízta azzal, hogy fejlesszen ki olyan eszközt, amellyel meg lehet számlálni a becsapódó alfa-részecskéket. Ez lett a később róla elnevezett Geiger–Müller-számláló első változata. Rutherford utasítására Geiger és a munkáját segítő Ernest Marsden (aki akkor 18 éves egyetemista volt) a számlálóval a különböző (platina-, arany-, alumínium-, ezüst-) fóliákon áthatoló alfa-sugarak szóródását kezdte mérni. Az a legtöbb esetben az általuk várt 2°-on belül maradt, de a kísérletet azonban „elkószáló” részecskék zavarták meg. A két kísérletező arra gondolt, hogy ezeket az üvegcső falának molekulái téríthették el eredeti irányukból. Hiába próbálkoztak azonban az üvegcső különböző módosításaival, az eredmények jottányit sem javultak, ezért a helyes okra ráérző Rutherford utasította őket, hogy próbáljanak a fóliáról visszaverődő alfa-részecskéket találni — ez lett az atommag szerkezetének felismerésében hatalmas előrelépést hozó Rutherford-kísérlet — más néven Geiger–Marsden-kísérlet.
A Manchesterben kifejlesztett részecskeszámlálót 1928-ban honfitársával és tanítványával, Walther Müllerrel fejlesztette tovább; közös munkájuk eredménye a Geiger–Müller-számláló.
Még manchesteri évei alatt (1911-ben) John Mitchell Nuttall-lal fölfedezte a kettejükről elnevezett törvényt, amely összefüggést állapít meg a radioaktív anyagok felezési ideje és az általuk kibocsátott alfa-sugarak energiája között.

## Fordítás
- Ez a szócikk részben vagy egészben  a   Hans Geiger című angol Wikipédia-szócikk ezen változatának fordításán alapul.  Az eredeti cikk szerkesztőit annak laptörténete sorolja fel. Ez a jelzés csupán a megfogalmazás eredetét és a szerzői jogokat jelzi, nem szolgál a cikkben szereplő információk forrásmegjelöléseként.